# Fenix Toulouse Handball
Toulouse Handball ist ein französischer Handballverein aus Toulouse.

## Geschichte

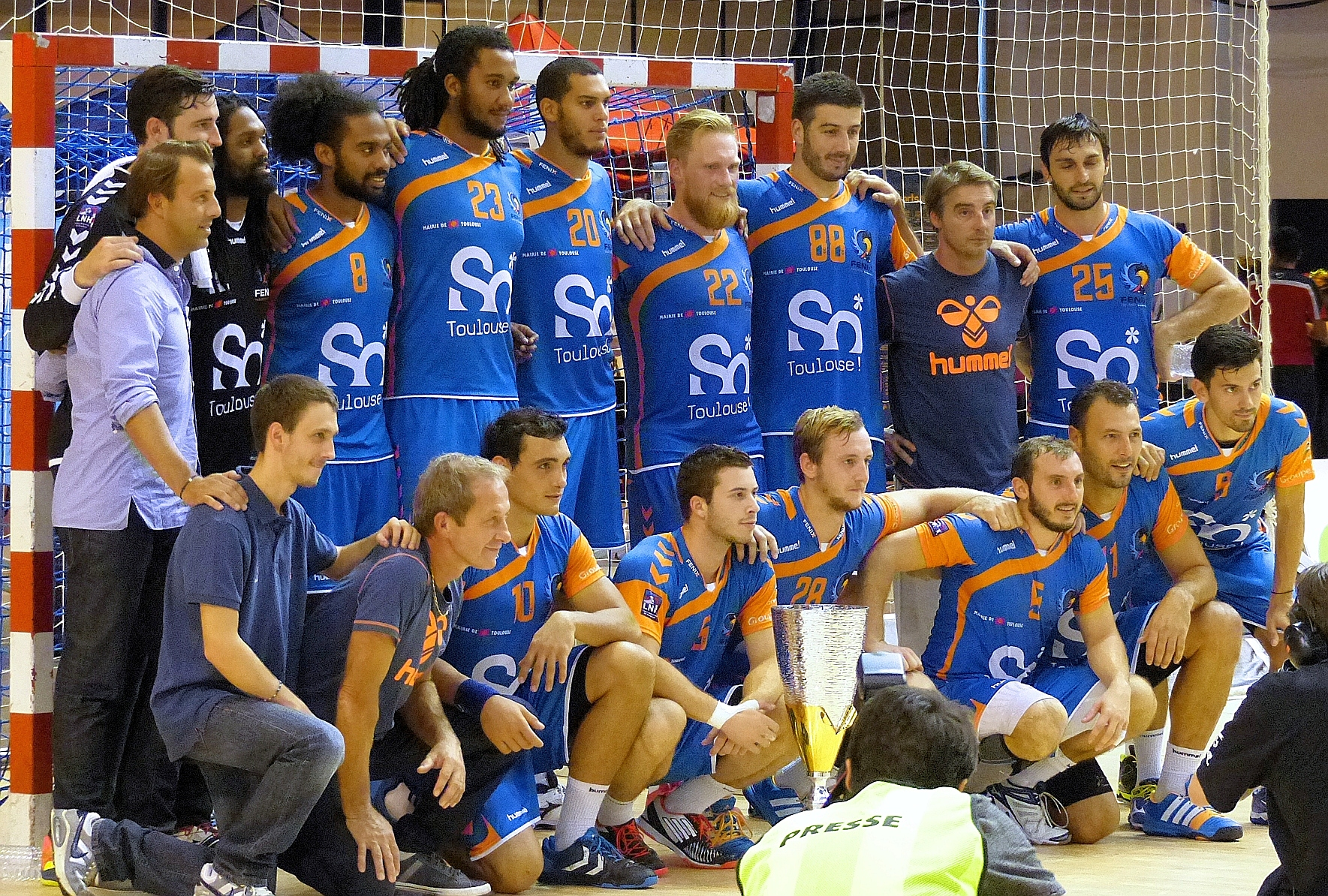
Mannschaftsfoto (Saison 2014/15)

Der Club wurde 1964 gegründet. Von 1964 bis 1978 war er unter dem Namen „ASEAT“ (Association Sportive des Établissements Aéronautiques de Toulouse) und von 1978 bis 1989 unter dem Namen „Stade Toulousain“ eingetragen. 1989 fusionierte der Club mit „Sporting Toulouse 31“; von 2003 bis 2007 hieß er „Toulouse Union HB“ („TUHB“) dann „Toulouse Handball“ und seit 2011 Fenix Toulouse Handball.

## Erfolge
- Französischer Pokalsieger: 1998

## Bekannte Spieler
Zu den bekannten, teils ehemaligen, Spielern gehören Nemanja Ilić, Erik Balenciaga, Wesley Pardin, Philippe Debureau, Anouar Ayed, Michal Brůna, Cyril Dumoulin, Jérôme Fernandez, Daouda Karaboué, Damien Kabengele, Christophe Kempé, Claude Onesta, Yohann Ploquin, Valentin Porte, Ferrán Solé, Cédric Sorhaindo und Miha Žvižej.